# Урочище Раїм з заходу
Урочище Раїм з заходу — малюнок Тараса Шевченка 1848 року

## Історія
Акварель створена на засланні в 1848 році, під час перебування Аральської описової експедиції в Раїмі та підготовки її учасників до 1-го плавання по Аральському морю.

## Сюжет
На першому плані зображено руїни аби (пам’ятника - ?), спорудженої над прахом батиря Раїма, у вигляді кам’яного півмісяця, залишки якої увійшли у межу укріплення. 
Непривабливий пейзаж Шевченко олюднює темними постатями солдатів, що групою, двоє та поодинці розміщені на другому плані сепії, за якими понуро темніють вікнами казарми та дві юрти. 
Краєвид побудований на контрасті темно-коричневого тону сепії аж до світлого, що дає сприйняття світла сонця. 
Дещо оживляє малюнок  дим, що клубочиться з комина казарми й зливається з низьким, навислим над казармами небом, яке розривають дві смугасті гострі довгасті хмари.

## Опис малюнка
Папір, акварель (13,6 × 22,7). [Раїм]. [19.VI — 25.VII 1848].
Під малюнком був чорнилом рукою Шевченка напис: Уроч. Раимъ съ запада. 
На звороті зліва внизу олівцем напис: Уроч. Раимъ съ запада.

## Експонування
У 1929 році малюнок експонувався на виставці творів Т. Шевченка в Чернігові.

## Місця збереження
Попередні місця збереження: 
збірки  А. О. Козачковського, В. П. Коховського, С. Д. Бразоль,  Музей української старовини В. В. Тарновського в Чернігові,  Чернігівський обласний історичний музей,  Галерея картин Т. Г. Шевченка (Харків). 
Зараз акварель зберігається в  Національному музеї Тараса Шевченка ,